# Giãn tĩnh mạch thừng tinh

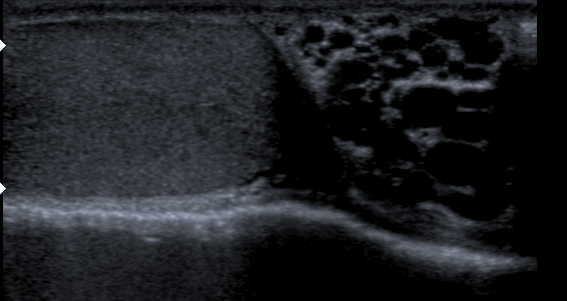
Một biểu hiện của giãn tĩnh mạch thừng tinh với bìu trái to hơn bìu phải

Giãn tĩnh mạch thừng tinh hay còn gọi giãn tĩnh mạch thừng tinh trái  là hiện tượng tĩnh mạch nằm phía trên tinh hoàn bị xoắn giãn hơn một cách bất thường gây tình trạng tinh hoàn bị chảy xệ. Bệnh này thường xuất hiện quanh tinh hoàn trái với trên 80% trường hợp giãn tĩnh mạch thừng tinh xảy ra ở bên trái. Nguyên nhân của bệnh là do dòng máu chảy ngược vào trong các tĩnh mạch gây ứ đọng mạch máu phía trên tinh hoàn.

## Đại cương
Giãn tĩnh mạch tinh hoàn là nguyên nhân thường gặp gây giảm sản xuất và giảm chất lượng tinh trùng mặc dầu không phải mọi trường hợp giãn tĩnh mạch tinh hoàn đều ảnh hưởng đến sự sản xuất ra tinh trùng. Đây là vấn đề y khoa phổ biến, bệnh này chiếm 15% ở nam giới và là nguyên nhân của vô sinh nam với tỷ lệ lên đến 40% trong đó khoảng 35% trường hợp vô sinh nam nguyên phát và 75-81% trường hợp vô sinh nam thứ phát. 90% bị giãn ở bìu bên trái và khoảng 10% bị giãn cả hai bên.
Tỷ lệ vô sinh tại Việt Nam và thế giới trên các cặp vợ chồng ở độ tuổi sinh sản khoảng 15%. Vô sinh nguyên nhân do nam giới chiếm khoảng 50% trong đó giãnh tĩnh mạch thừng tinh là nguyên nhân hay gặp nhất và có thể điều trị được bằng phẫu thuật. Có khoảng 20% đàn ông mắc chứng giãn tĩnh mạch tinh sẽ bị hiếm muộn.

## Cơ chế
Giãn tĩnh mạch thừng tinh được hiểu đây là tình trạng bệnh lý, trong đó tĩnh mạch thừng tinh bị giãn bất thường của tĩnh mạch tinh và đám rối tĩnh mạch nằm trong bìu, do hệ thống van của tĩnh mạch tinh bị yếu hoặc không có van, nên có hiện tượng trào ngược máu từ tĩnh mạch thận vào đám rối tĩnh mạch tinh, bệnh gặp ở bên trái hơn bên phải, do cấu trúc giải phẫu của tĩnh mạch tinh phải ngắn và đổ xéo góc vào tĩnh mạch chủ dưới trong khi đó tĩnh mạch tinh trái dài hơn và đổ gần như vuông góc vào tĩnh mạch thận, ngoài ra có một số trường hợp giãn tĩnh mạch tinh do không có van hoặc hệ thống van tĩnh mạch bị suy yếu.
Hiện nay, cơ chế chính xác gây tổn thương tinh hoàn ở bệnh nhân giãn tĩnh mạch thừng tinh vẫn chưa rõ, có thể do nhiều yếu tố góp phần. Cơ chế tổn thương do tăng nhiệt độ ở bìu (làm nhiệt độ tinh hoàn tăng lên 0,6-0,8 độ C) được nhiều người chấp nhận nhất. Ngoài ra còn một số giả thuyết ít được chấp nhận như: trào ngược các chất chuyển hóa từ thượng thận - thận vào tĩnh mạch tinh, ứ đọng máu tĩnh mạch, tăng prostaglandine hoặc catecholamine trong tĩnh mạch tinh.
Có khoảng 15 - 16% nam giới tĩnh mạch và đám rối tĩnh mạch tinh hoàn bị giãn bất thường. Bình thường máu từ tinh hoàn trái được tĩnh mạch tinh hoàn trái dẫn về tĩnh mạch thận trái, còn máu từ tinh hoàn phải được tĩnh mạch tinh hoàn phải dẫn trực tiếp về tĩnh mạch chủ dưới. Giãn tĩnh mạch tinh xảy ra khi tĩnh mạch tinh không có van, hoặc hệ thống van chống trào ngược bị trục trặc, do đó máu từ tĩnh mạch thận, hoặc tĩnh mạch chủ dưới trào ngược vào tĩnh mạch tinh làm cho tĩnh mạch tinh ngày càng giãn rộng, lượng máu ứ đọng lại quanh tinh hoàn quá nhiều.
Giãn tĩnh mạch thừng tinh thường là do bẩm sinh cấu trúc của tĩnh mạch đã không bình thường. Nếu là giãn nhẹ (độ 1) thì thường không đau, giãn nặng (độ 3) sẽ gây đau hoặc cảm giác nặng và khó chịu ở vùng bìu. Cách chữa là thắt tĩnh mạch bằng kỹ thuật mổ nội soi Sau mổ đa số trường hợp tinh hoàn sẽ có kích thước và khả năng sản xuất tinh trùng bình thường.

## Các dấu hiệu

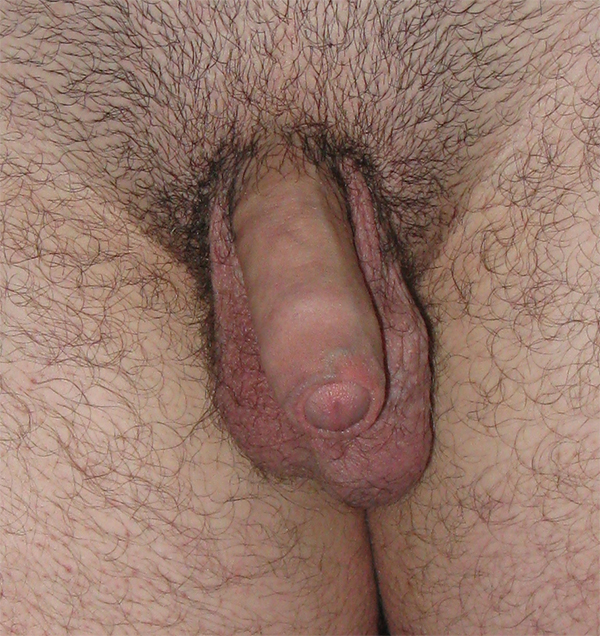
Biểu hiện của giãn tĩnh mạch thừng tinh

### Lâm sàng
Phần lớn các trường hợp giãn tĩnh mạch thừng tinh không có triệu chứng. Ở người lớn, giãn tĩnh mạch thừng tinh thường được phát hiện khi bệnh nhân khám vô sinh. Phần lớn giãn tĩnh mạch tinh hoàn phát triển dần theo thời gian, thường ở bên tinh hoàn trái, có thể do vị trí của các tĩnh mạch tinh hoàn trái. Giãn tĩnh mạch tinh hoàn ở một bên có thể ảnh hưởng đến sự tạo ra tinh trùng của cả hai tinh hoàn. Bệnh thường dễ chẩn đoán.
Bệnh hiếm khi gây đau và nếu đau nhiều thì nằm ngửa thấy đỡ, bệnh có thể trở nên rõ rệt hơn theo thời gian. Thừng tinh đem máu đến tinh hoàn rồi đem máu đi, trong thừng tinh có ống dẫn tinh để vận chuyển tinh trùng. Đám tĩnh mạch trong bìu nhưng ở phía trên tinh hoàn thường giãn to ở tuổi dậy thì và thu hút máu của tinh hoàn.
Ở người trẻ tuổi, bệnh nhân đến khám chủ yếu vì đau tức, khó chịu ở vùng bìu với đặc điểm: giảm khi nằm nghỉ, tăng khi ngồi lâu, đứng lâu hoặc vận động nhiều. Bệnh nhân cũng có thể đến khám vì thấy bìu to hoặc thậm chí nhìn thấy các mạch máu ở bìu giãn to hằn lên dưới da. Trẻ em đến khám do đau hoặc khó chịu gây ảnh sinh hoạt, thường gặp ở các trẻ em trai trên 10 tuổi. Khi khám vùng bìu tư thế đứng có thể sờ thấy thừng tinh dày, có nhiều tĩnh mạch giãn mềm đôi khi nổi ngoằn nghèo ở dưới da bìu phía trên tinh hoàn, khi sờ vào có cảm giác như "búi giun", tùy theo các mức độ giãn tĩnh mạch thừng tinh mà có thể nhận biết qua thăm khám lâm sàng hoặc cần thêm các thăm khám bằng siêu âm màu để phát hiện luồng trào ngược máu từ tĩnh mạch thận hoặc tĩnh mạch chủ vào tĩnh mạch tinh.

### Trực quan
Đặc biệt ở một số bệnh nhân giãnh tĩnh mạch thừng tinh, người ta ghi nhận có một số bất thường như:
- Thể tích tinh hoàn nhỏ
- Rối loạn sinh tinh do sự thay đổi mô học của tinh hoàn, bất thường của tinh dịch đồ.
- Giảm nồng độ testosterone và thay đổi nhiều hormon khác.
- Đôi khi có thể gây căng nhức hay nặng ở bìu. Đau có thể tăng hơn về cuối ngày hay khi đứng, hoạt động hay ngồi lâu. Nằm ngửa thấy đỡ đau.
- Khi giãn tĩnh mạch thừng tinh to, có thể thấy một khối sưng phía trên bìu.[3]

Đối với một số bệnh nhân khi làm công việc nặng, đứng lâu, ngồi lâu sẽ thấy các dấu hiệu sau:
- Đau ở vùng tinh hoàn.
- Cảm giác nặng nề ở tinh hoàn
- Sờ vào gốc dương vật thấy có những búi giống như sợi mì
- Một bên tinh hoàn (thường là bên trái) nhỏ hơn bên kia.

## Nguy cơ
Đây là chứng bệnh có thể gây những ảnh hưởng rất lớn đến sinh hoạt hằng ngày, thậm chí nếu không được điều trị kịp thời, nó còn có thể là nguyên nhân gây ra vô sinh ở nam giới. Hậu quả của giãn tĩnh mạch thừng tinh sẽ ảnh hưởng trực tiếp đến số lượng và chất lượng tinh trùng của nam giới. Cụ thể là số lượng tinh trùng giảm, chất lượng cũng giảm sút... Có giả thuyết cho rằng do máu ứ đọng làm tăng nhiệt độ tinh hoàn nên ảnh hưởng đến việc sản xuất tinh trùng vì tinh hoàn chỉ sản xuất tinh trùng chất lượng nếu nhiệt độ của bìu thấp hơn nhiệt độ cơ thể từ 3-4 độ.
Giãn tĩnh mạch tinh hoàn có thể gây ra:
- Teo tinh hoàn: có cảm giác nhỏ và mềm hơn, do các van không hoạt động tốt nên máu không dồn vào các tĩnh mạch, kết quả là tăng áp lực ở các tĩnh mạch và bị nhiễm độc tố của máu ứ đọng.
- Vô sinh: không rõ vì sao giãn tĩnh mạch tinh hoàn lại ảnh hưởng đến khả năng sinh sản, có thể do các tĩnh mạch tinh hoàn làm cho máu ở các động mạch tinh hoàn mát, giúp duy trì nhiệt độ thích hợp cho sản xuất tinh trùng. Khi dòng máu tĩnh mạch bị nghẽn tắc thì sự cố giãn tĩnh mạch có thể làm cho nhiệt độ tăng và ảnh hưởng đến sự tạo thành cũng như sự di chuyển của tinh trùng.

## Điều trị

### Can thiệp

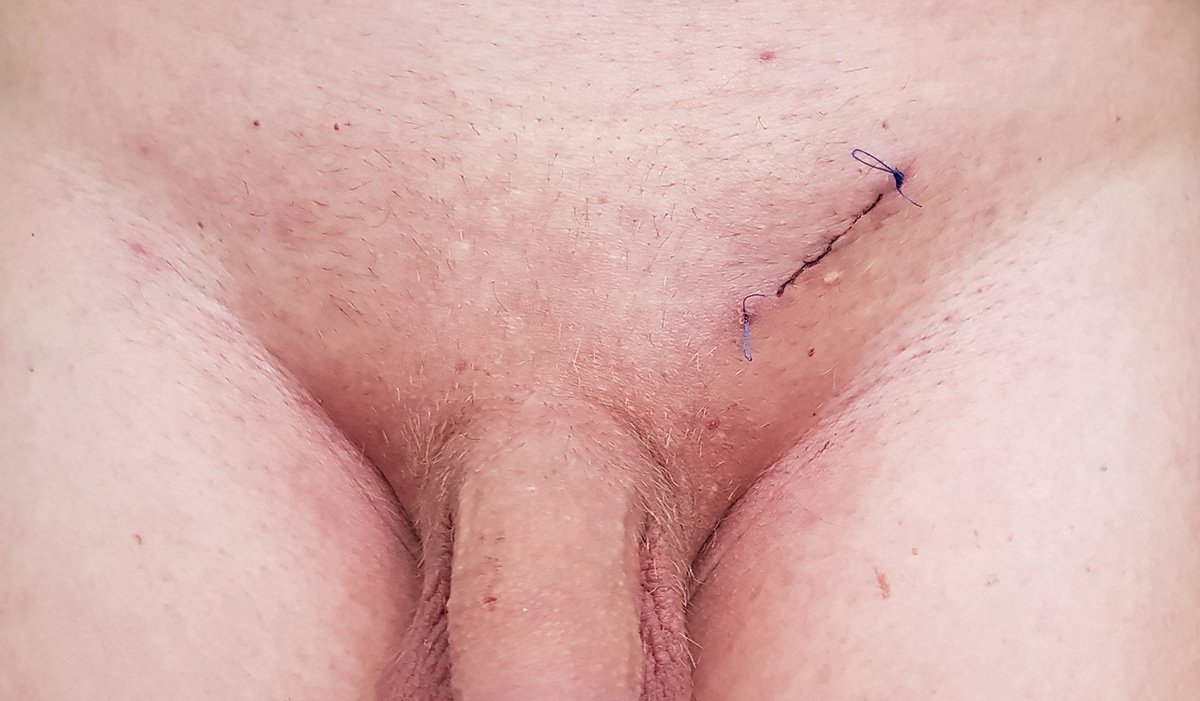
Phẫu thuật để can thiệp

Không phải tất cả bệnh nhân bị giãn tĩnh mạch thừng tinh đều cần phải phẫu thuật, thậm chí, trong trường hợp tĩnh mạch thừng tinh không giãn to hơn và không gây khó chịu thì có thể không cần điều trị. Còn ngược lại, khi bệnh tiến triển nhanh và gây đau đớn kéo dài, bệnh nhân sẽ buộc phải thực hiện phẫu thuật (cột tĩnh mạch thừng tinh giãn) để cột các tĩnh mạch giãn chung quanh tinh hoàn.
Trường hợp cần phải phẫu thuật khi giãn tĩnh mạch thừng tinh gây ra một trong những dấu hiệu sau:
- Giãn tĩnh mạch tinh lớn gây khó chịu, gây đau tức bìu kéo dài, ảnh hưởng đến sinh hoạt và cản trở trong sinh hoạt.
- Làm ảnh hưởng đến tinh hoàn, giảm thể tích tinh hoàn (sờ sẽ thấy tinh hoàn bên đó mềm hơn và nhỏ hơn).
- Thể tích tinh hoàn nhỏ hơn 3ml
- Làm ảnh hưởng tới tinh dịch đồ nhất là thay đổi tinh dịch đồ ở người trưởng thành trên 18 tuổi (các trường hợp vô sinh nam, hoặc những trường hợp kiểm tra tinh dịch đồ phát hiện tinh trùng ít, tinh trùng yếu, dị dạng).

### Phác đồ điều trị
Về điều trị, bệnh giãn tĩnh mạch thừng tinh hiện nay điều trị nội khoa chưa đem lại kết quả, mà chủ yếu cho phương pháp điều trị ngoại khoa, xu hướng hiện nay là điều trị bằng vi phẫu thuật, với ưu điểm của phương pháp là nhờ kính hiển vi mà phẫu thuật viên dễ nhận biết và bảo tồn động mạch tinh và hệ bạch mạch, tránh biến chứng như teo tinh hoàn hoặc tràn dịch tinh mạc, hiện nay vi phẫu đường bẹn hay dưới bẹn được xem là tiêu chuẩn vàng trong điều trị giản tĩnh mạch thừng tinh. Thời gian phẫu thuật chỉ từ 30-60 phút, đường mổ ở vùng bẹn hay bụng dưới, tĩnh mạch sau đó được cắt và cột lại. Thời gian hồi phục sau khi mổ là 2 - 3 giờ.
Về phẫu thuật, dù theo phương pháp mổ nào, với mắt thường hoặc qua nội soi, phẫu thuật viên sẽ khó nhận biết được động mạch tinh do kích thước quá nhỏ và nhịp đập rất nhẹ. Vì thế xu hướng hiện nay là dùng kính phóng đại để thực hiện vi phẫu thuật. Ưu thế của kính hiển vi phẫu thuật là dễ nhận biết và bảo tồn động mạch tinh và hệ bạch mạch, tránh biến chứng teo tinh hoàn hoặc tràn dịch tinh mạc. Kính hiển vi phẫu thuật giúp thấy rõ động mạch tinh hoàn (rất nhỏ khoảng 0,5mm) nên tránh cột phải động mạch này. Ngoài ra, kính hiển vi phẫu thuật giúp thấy rõ và tránh cột phải các mạch bạch huyết nên làm giảm tỉ lệ bị tràn dịch tinh mạc sau mổ xuống dưới 1%. Trước đây, khi không có kính hiển vi phẫu thuật, biến chứng thường gặp nhất của mổ giãn tĩnh mạch thừng tinh là tràn dịch tinh mạc với tỉ lệ trung bình là 7%.
Đối với các trường hợp giãn tĩnh mạch thừng tinh gây vô sinh, sau mổ khoảng 80% bệnh nhân có tinh dịch đồ cải thiện và 45% có vợ thụ thai sau đó.
Ngoài ra, cần lưu ý:
- Không mặc quần lót quá chật, có chất liệu nilon gây ngứa ngáy và ứ đọng mồ hôi.
- Thường xuyên vệ sinh vùng kín sạch sẽ.
- Không sờ, nắn thường xuyên vào tinh hoàn bị bệnh để tránh biến chứng.